# Michel Dinnewet
Michel Dinnewet (Brugge, 29 september 1866 - 7 maart 1960) was een Belgisch kunstschilder, behorende tot de Brugse School.

## Levensloop
Zijn vader, Josephus Philippus Dinnewet was leraar aan de Brugse kunstacademie en was eveneens kunstschilder. Michel Dinnewet volgde hem op na zijn dood in 1889, tot hij in 1910 leraar werd aan de stedelijke nijverheidsschool.
Hij schilderde stadsgezichten en talrijke landschappen.